# دياني ليفين
دياني ليفين (بالإنجليزية: Diane Levin)‏ هي كاتِبة أمريكية، ولدت في 15 سبتمبر 1947.